# 999 ТВ
999 ТВ е български телевизионен канал.

## История
Стартира през септември 2018 г. на мястото на Детелина ТВ. Телевизията се притежава от радио „999“. 999 ТВ е денонощен развлекателно-филмов канал, който излъчва предимно руски документални, серийни и игрални филми във формат HD с български субтитри.
999 ТВ представя филми от игралното и неигралното кино, създадени от водещи световни кинематографи. Каналът не е насочен към определена аудитория. Според авторската концепция, 999 ТВ е телевизионен канал за семейно гледане.